# São Paulo (Schiff, 1910)
Das brasilianische Linienschiff São Paulo war ein 1910 auf einer britischen Werft gebautes Schlachtschiff der Minas-Geraes-Klasse. Nach seiner Außerdienststellung Ende der 1940er Jahre wurde es ausgeschlachtet und sollte zur endgültigen Verschrottung 1951 nach Großbritannien geschleppt werden. Auf der Überführung ging das Schiff unter. Die São Paulo ist das bislang größte verschollene Kriegsschiff der Seefahrtsgeschichte.

## Geschichte des Schiffes
Nach ihrer Indienststellung wurde die São Paulo nach Rio de Janeiro überführt, wo sie am 25. Oktober eintraf. Kurz darauf waren sie und ihr Schwesterschiff Minas Geraes in die Revolta da Chibata vom 22. November 1910 verwickelt.
Nachdem Brasilien am 25. Oktober 1917 den Mittelmächten den Krieg erklärt hatte, sollte die São Paulo die britische Grand Fleet verstärken. Auf Grund ihres schlechten Zustands und des Fehlens moderner Feuerleiteinrichtungen wurde sie zuerst im Juni 1918 zu einer Grundüberholung in die Vereinigten Staaten geschickt. Wegen Maschinenproblemen musste sie auf dem Weg Salvador da Bahia anlaufen. Die Modernisierung dauerte bis 1920. Dabei erhielt sie eine Feuerleiteinrichtung von Sperry, und auf den überhöhten Türmen „B“ und „X“ wurden Entfernungsmesser von Bausch & Lomb installiert. Die fünf mittleren Kasemattgeschütze auf jeder Seite und die 4,7-cm-Geschütze wurden entfernt, zwei Flugabwehrgeschütze wurden aufgestellt und die Hauptgeschütztürme erhielten gepanzerte Längsschotten. Anfang 1920 kehrte das Schiff nach Brasilien zurück.
Zwischen 1920 und 1921 unternahm die São Paulo drei Reisen nach Europa. 1922 wurde das Schiff gegen die erste Tenentismo-Revolte eingesetzt und beschoss dabei das von Aufständischen gehaltene Forte de Copacabana. Im November 1924 kam es auf der São Paulo zu einer Meuterei. Die Meuterer überführten das Schiff nach Montevideo, wo es wieder von der brasilianischen Marine übernommen wurde.
Die São Paulo war in den 1930er Jahren für dieselbe Modernisierung wie ihr Schwesterschiff vorgesehen, ihr Zustand war aber so schlecht, dass davon Abstand genommen wurde. Nach dem Kriegseintritt Brasiliens 1942 wurde das Schiff nach Recife überführt, wo sie als schwimmende Batterie der Hafenverteidigung diente. Die São Paulo wurde 1946 außer Dienst gestellt und 1947 gestrichen.

## Der Untergang
Da die Hulks der beiden Schlachtschiffe in Brasilien mangels technischer Möglichkeiten nicht abgewrackt und verwertet werden konnten, verkaufte die brasilianische Regierung sie nach England bzw. Italien. Am 10. September 1951 begannen die beiden britischen Bergungsschlepper Bustler und Dexterous in Rio de Janeiro, die Hulk mit einer neunköpfigen Überführungsmannschaft an Bord nach England zu schleppen. Am 4. November geriet der Schleppzug gut 280 Kilometer westlich der Azoren in einen Orkan. Vermutlich in der Nacht zum 5. November brachen beide Schlepptrossen der Schlepper, so dass die Hulk allein im Atlantik driftete. Die Funkverbindung zur Besatzung war bereits vorher abgebrochen. Nach dem Bruch der Schleppleine der Bustler wurde ihr Radargerät eingeschaltet, doch die Sao Paulo war anscheinend innerhalb kürzester Zeit gekentert und gesunken. Eine intensive Absuche des fraglichen Seegebiets auch mit Hilfe von Flugzeugen verlief erfolglos. Es wurden keinerlei Wrackteile gesichtet. Das Verschwinden eines derartig großen und solide gebauten Schiffes erscheint bis heute vielen Laien als rätselhaft. Tatsächlich gab es aber nachvollziehbare Gründe für die Katastrophe, die neun Menschen das Leben kostete.
Auf der Seeamtsverhandlung, die 1954 aus Anlass des Untergangs der São Paulo in England stattfand, stellte sich heraus, dass die Hulk bereits durch Schrotthändler stark geplündert worden war. An Bord befanden sich keinerlei Maschinen oder Antriebsaggregate. Damit konnte die Hulk nur durch die beiden Schlepper gesteuert werden. Angeblich wurden auf einer brasilianischen Marinewerft noch notdürftig Öffnungen in der Hulk abgedichtet, doch bleibt der Verdacht bestehen, dass diese Arbeiten recht nachlässig ausgeführt wurden. Durch die Verzögerung dieser Arbeiten setzte sich der Schleppzug wesentlich später als erwartet in Bewegung und geriet in den Bereich der europäischen Herbststürme. Ob die Schlepptrossen am 4. November 1951 tatsächlich brachen oder aber von den Schiffsführungen der Bustler und Dexterous gekappt wurden, um eine Havarie mit der treibenden São Paulo zu vermeiden, blieb ungeklärt. Die neun Mitglieder der Überführungsmannschaft waren vermutlich schon tot, als die São Paulo sank. Auf dem Schiff gab es weder Licht noch andere Energiequellen, alle Schutzvorrichtungen und Holzteile waren bereits in Rio de Janeiro aus dem Schiff entfernt worden.